# Deutschleder
Deutschleder ist ein sehr robustes Atlasgewebe aus Baumwollstoff, kein Leder.
Der sehr schwere Stoff wird mit starken Kettgarnen und einer hohen Dichtigkeit von Schussgarnen mit bis zu 400 Fäden pro Zoll (bis über 15 pro mm) gewebt. Er besitzt eine feine und dichte Oberfläche, die aber im Gegensatz zum Englischleder (Moleskin) glatt bleibt und nicht auf einer Seite aufgeraut wird. Er ist Grundlage für Berufskleidung, die einem hohen Verschleiß ausgesetzt ist, und wird traditionell in der Zunftbekleidung verarbeitet.
Neu ist Deutschleder oft sehr steif. Seine endgültige Passform erhält es allmählich durch das Tragen.